# Baha-ud-Din Naqxband
Bahà-ad-Din Naqxband (persa: بهاء الدين نقشبند, Bahāʾu d-Dīn Naqšband) (prop de Bukharà, 1318 - Bukharà, 1389) fou un gran mestre sufí a qui s'atribueix la fundació de la important confraria (tariqa) dels Naqxbandiyya, la segona més important de l'islam després de la Qadiriyya.

## Biografia

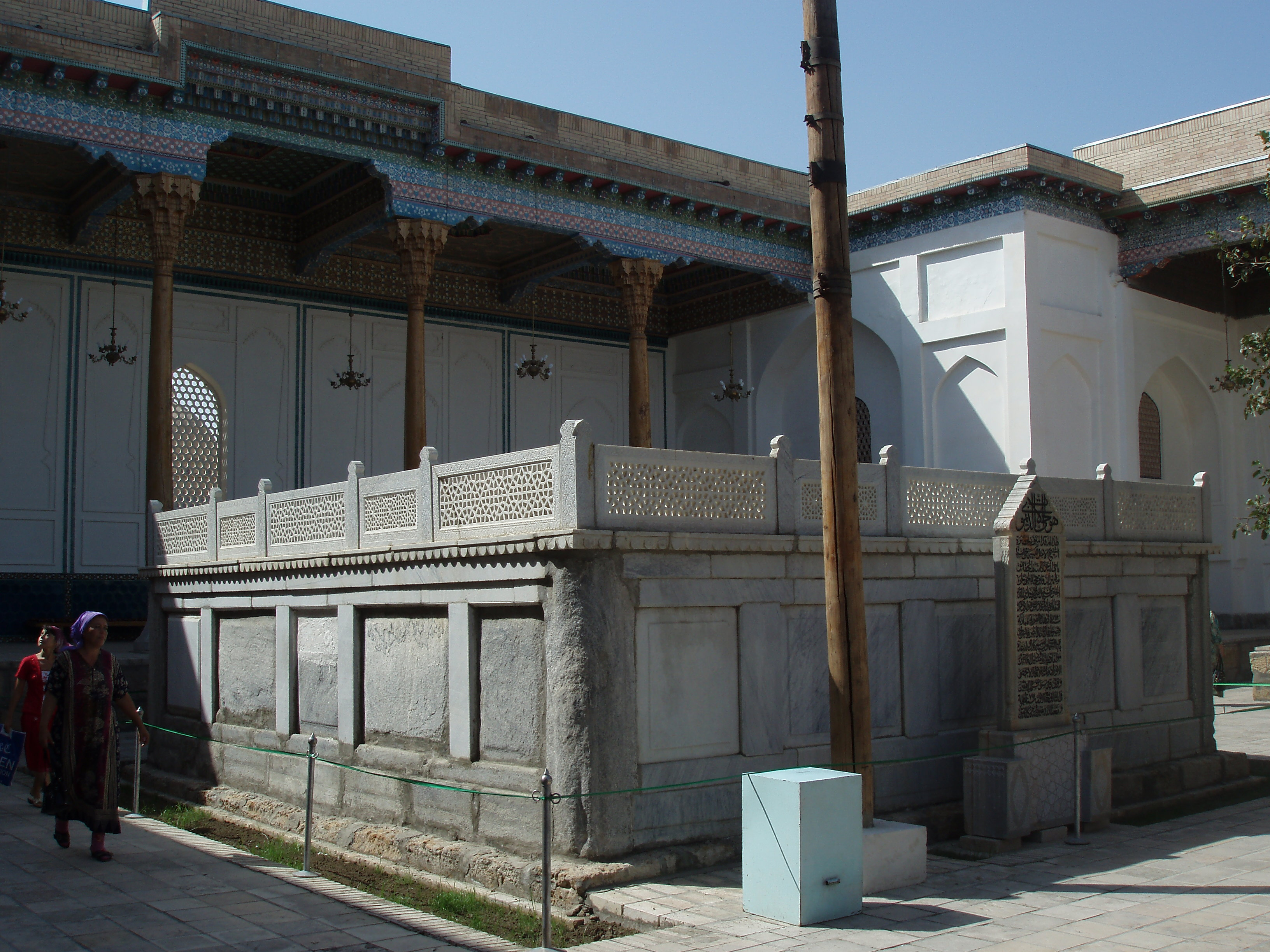
Mausoleu de Naqxband a Bukharà

Bahà-ad-Din Naqxband va néixer el 1318 al poble de Qasr al-Arifan, prop de Bukharà, en una família tadjik. És considerat com el mestre de la Naqxbandiyya pels seus adeptes, que li donen sobretot els títols de «Sultà dels Sants», o de «gran assistent (ghauth)».
Hauria rebut poders miraculosos durant la seva infantesa i a l'edat de divuit anys va ser enviat pel seu avi prop del xeic Muhammad Baba as-Sammasí, que va esdevenir el seu mestre. A la mort d'aquest, es va casar i va continuar la seva instrucció amb Sàyyid Amir Kulali. Naqxband també va conviure sis anys amb un dervix turc anomenat Khalil.
Després d'això, va sentir la necessitat d'apartar-se dels afers del món. Havent acabat la seva instrucció, un cercle de deixebles es va formar al voltant seu. Predicava un estil de vida mística austera i discreta, afirmant «el que és aparent és per al món, el que és amagat (interior) és per a Déu» (adh-dhàhir li-l-khalq al-bàtin li-l-haqq).
Naqxband animava igualment els seus deixebles a guanyar-se la vida «amb la suor del seu front» i a fer do als indigents del que guanyaven. Ell mateix vivia de manera particularment austera, no alimentant-se més que d'ordi que cultivava, i convidant els pobres a la seva taula.
Naqxband va morir el 1388. Va ser enterrat al seu jardí, com havia desitjat. Havia passat els seus últims dies a la seva cambra, on els seus deixebles li retien visita i rebien els seus consells.